# Kemulan
Kemulan is een bestuurslaag in het regentschap Malang van de provincie Oost-Java, Indonesië. Kemulan telt 4641 inwoners (volkstelling 2010).